# کلماخو
کلماخو (به عربی: کلماخو) یک منطقهٔ مسکونی در سوریه است که در منطقه القرداحه واقع شده‌است. کلماخو ۲٬۲۵۲ نفر جمعیت دارد.